# Winder (États-Unis)
Pour les articles homonymes, voir Winder.
Winder est une ville de Géorgie, aux États-Unis. Il s'agit du siège du comté de Barrow.

## Démographie
| 1890 | 1900  | 1910  | 1920  | 1930  | 1940  |
| ---- | ----- | ----- | ----- | ----- | ----- |
| 202  | 1 145 | 2 443 | 3 335 | 3 288 | 3 974 |

| 1950  | 1960  | 1970  | 1980  | 1990  | 2000   |
| ----- | ----- | ----- | ----- | ----- | ------ |
| 4 604 | 5 555 | 6 605 | 6 705 | 7 373 | 10 201 |

| 2010   | - | - | - | - | - |
| ------ | - | - | - | - | - |
| 14 099 | - | - | - | - | - |